# Stora Gryssjön
Stora Gryssjön är en sjö i Gislaveds kommun i Småland och ingår i Lagans huvudavrinningsområde. Sjön har en area på 0,114 kvadratkilometer och ligger 166,5 meter över havet.

## Delavrinningsområde
Stora Gryssjön ingår i det delavrinningsområde (632617-137027) som SMHI kallar för Mynnar i Bolmen. Medelhöjden är 170 meter över havet och ytan är 24,56 kvadratkilometer. Det finns inga delavrinningsområden uppströms utan avrinningsområdet är högsta punkten. Mjösjöbäcken som avvattnar avrinningsområdet har biflödesordning 3, vilket innebär att vattnet flödar genom totalt 3 vattendrag innan det når havet efter 142 kilometer. Delavrinningsområdet består mestadels av skog (81 %). Avrinningsområdet har 0,75 kvadratkilometer vattenytor vilket ger det en sjöprocent på 3,1 %.